# Frotamerica
Koordinaten: 26° 22′ 12″ S, 15° 2′ 24″ O
Die Frotamerica ist ein Frachtschiff, das im Februar 2013 vor der Küste Namibias strandete und seitdem als Touristenattraktion bekannt ist.

## Geschichte und Charakteristika
Der Massengutfrachter hat sieben Laderäume mit einem Gesamtvolumen von 42.215 m³ und vier bordeigene Ladekräne mit je einer Belastungsgrenze von 12,5 Tonnen.
Die Frotamerica ist eines der ersten Schiffe einer Serie von bauähnlichen Schiffen der Werft Engenharia e Máquinas S.A. in Rio de Janeiro. Sie wurde 1974 bestellt und am 2. Januar 1978 unter der Werftnummer 302 auf Kiel gelegt. Unter staatlicher Mitfinanzierung durch die brasilianische Aufsichtsbehörde der Handelsmarine (SUNAMAM), wurde der Frachter am 10. April vom Stapel gelassen. Die Auslieferung an die Reederei Frota Oceânica Brasileira S.A. erfolgte im September 1979. In den 1990er Jahren wurde zusätzlich ein an Bord integriertes Verladesystem zur ausschließlichen Beförderung von Meersalz installiert. Im Jahr 2010 wurde das Schiff zum Abwracken verkauft.

## Havarie
Anfang 2013 sollte das unbesetzte Schiff mit einer Ladung Schrott an Bord vom Schlepper Skua von Rio de Janeiro nach Alang, in eine Abwrackwerft gebracht werden. Am 13. Februar erfolgte ein Zwischenstopp im Hafen Lüderitz, um die Mannschaft auszuwechseln und Vorräte aufzunehmen, während die Frotamerica von einem namibischen Schlepper in der Lüderitzbucht gesichert wurde. In den Morgenstunden verschwand jedoch der indische Kapitän der Skua spurlos von Bord. Schließlich verlor die Besatzung der wieder ausgelaufenen Skua aufgrund eines starken Windes aus Südwesten am 15. Februar 2013 gegen 14.00 Uhr (Ortszeit) die Kontrolle über den Frachter in der Lüderitzbucht. Daraufhin trieb die Frotamerica 16 Seemeilen nach Norden und lief mittschiffs in der Nähe des Marschall-Riffs auf eine Sandbank auf, welche sich etwa 60 Meter entfernt vom lokalen Strandabschnitt in der Nähe eines maritimen Naturschutzgebietes befindet.

## Verbleib und Lage
Wenige Tage nach der Havarie ordnete der namibische Verkehrsminister eine Beseitigung des Havaristen innerhalb von 30 Tagen an. Da jedoch der Eigner nicht versichert war und Bergungsanstrengungen wetterbedingt erfolglos eingestellt wurden, befindet sich das Schiff noch immer auf seiner ursprünglichen Position.
Aufgrund der Nähe des Wracks zu den, wegen ihres marinen Artenreichtum innerhalb eines Naturschutzgebietes liegenden, Ichaboe Islands und Staple Rock wurde befürchtet, dass austretende Schadstoffe bei einem Bruch der Außenhülle, durch den nach Norden driftenden Benguelastrom getragen, die geschützten Areale kontaminieren könnten. Die Befürchtung bestätigte sich jedoch bislang nicht, auch wenn nach einer Untersuchung des Wracks ein Wassereinbruch im Maschinenraum festgestellt werden konnte.
Im Sommer 2013 wurde dann die gesamte an Bord verbliebene Menge Öl, etwa 139 Tonnen, für knapp 10 Millionen Namibische Dollar abgepumpt. Auf dem Schiff befinden sich allerdings noch weitere Schadstoffe, wie Asbest. Eine vollständige Beseitigung des Havaristen könnte den Staat Namibia sogar bis zu 250 Millionen weitere Namibische Dollar kosten. Jedoch fand die Ausschreibung zur Bergung des Schiffs von Seiten der Behörden im September desselben Jahres keine Auftragnehmer wegen dessen sensibler Position.
Mittlerweile genießt die Frotamerica große Beliebtheit bei Touristen und wird von der Tourismus-Industrie als eine lokale Sehenswürdigkeit ausgewiesen.

## Galerie

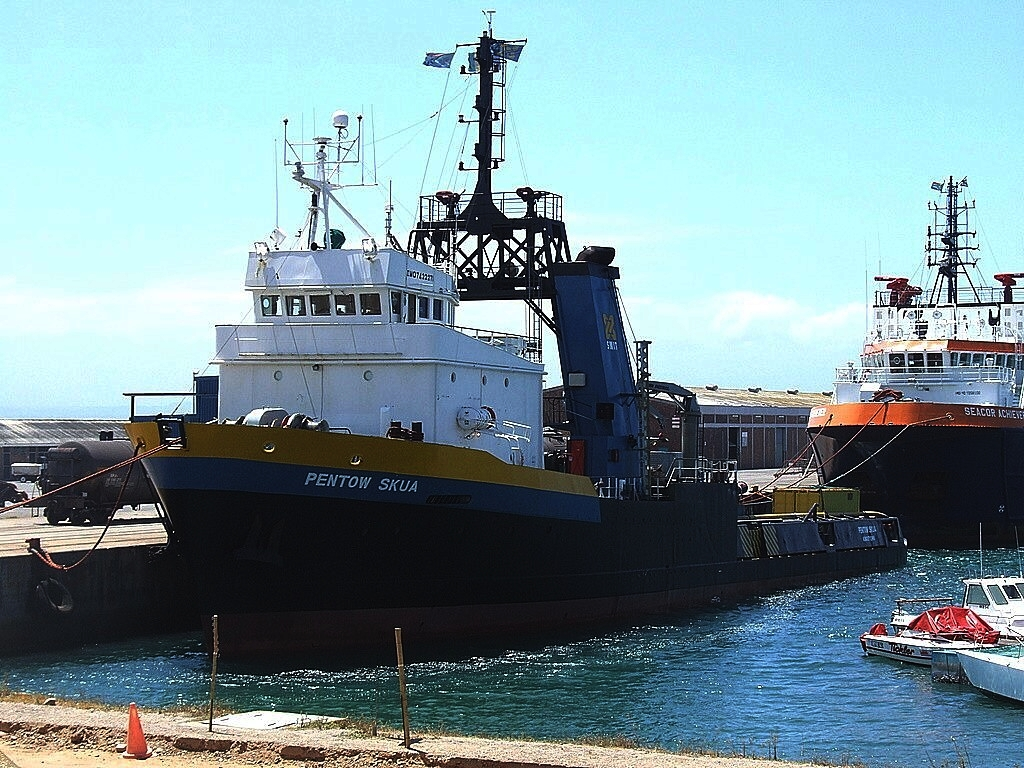
Das Schleppschiff Skua, noch unter dem alten Namen Pentow Skua, im Jahr 2008 in Südafrika; Zum Zeitpunkt des Unglücks fuhr es unter tansanischer Flagge.
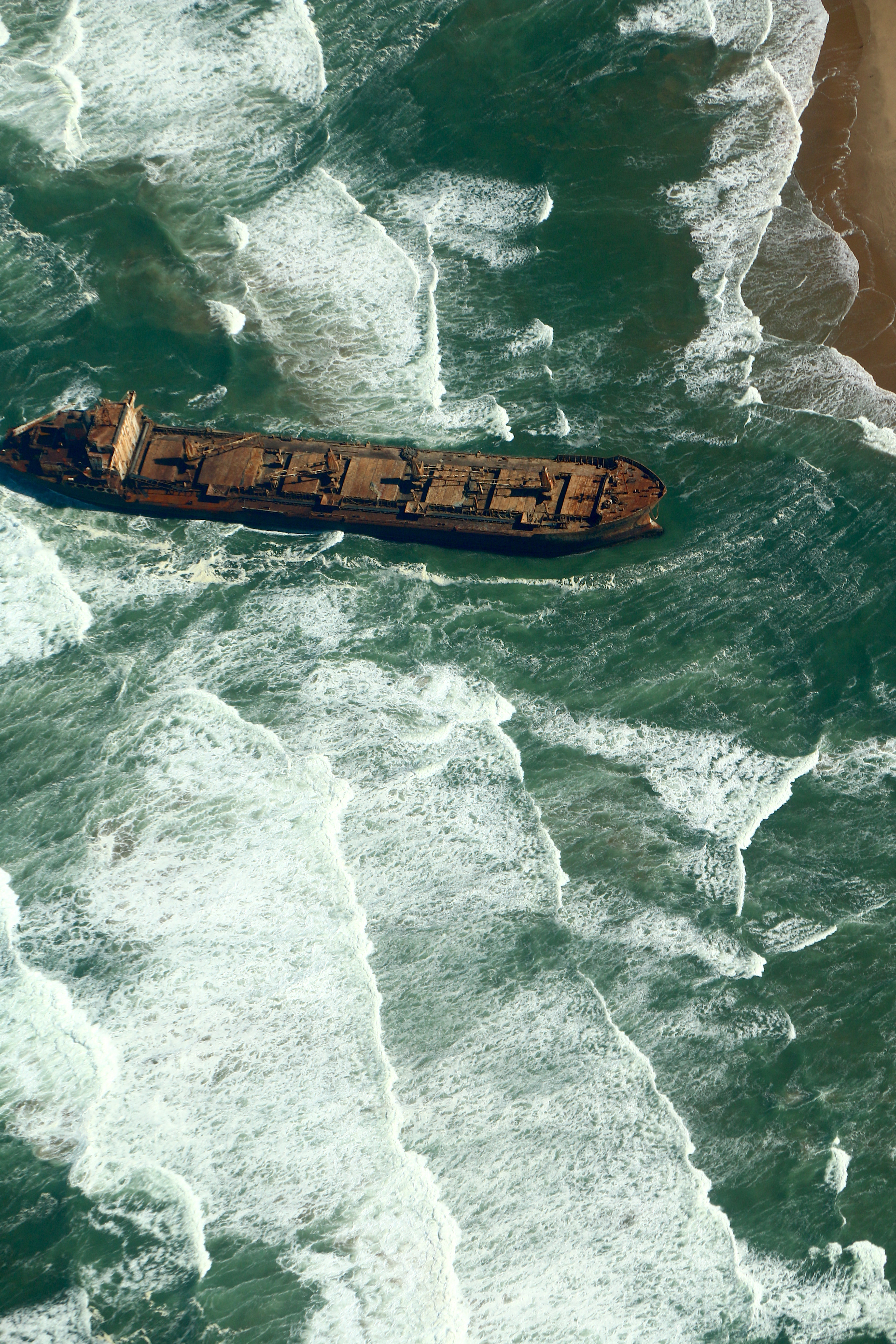
Aufsicht auf das Schiff
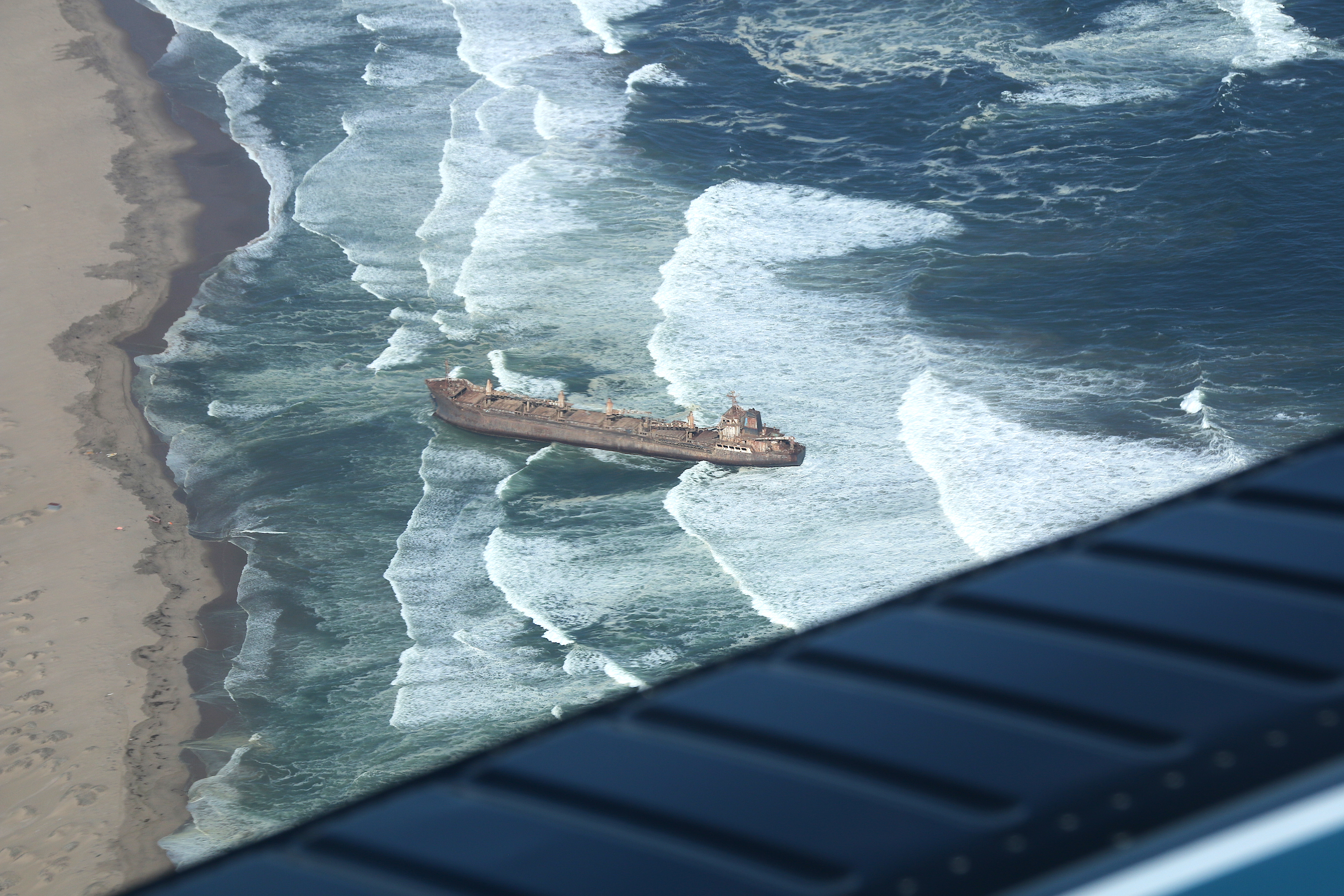
Die Frotamerica im Jahr 2018